# 阿舍維爾鎮區 (堪薩斯州米切爾縣)
阿舍維爾鎮區（英語：Asherville Township）為美國堪薩斯州米切爾縣轄下的鎮區。2010年美国人口普查中該鎮區人口有97人。

## 地理
阿舍維爾鎮區涵蓋總面積為94.02平方（36.30平方英里），其中93.99平方（36.29平方英里）為陸地，0.03平方（0.012平方英里）或0.04%為水域。海拔高度438（1,437英尺）。

## 人口統計
根據2010年美國人口普查，阿舍維爾鎮區人口有97人，住房52戶，人口密度為1.03人/每平方公里。此鎮區居民之種族中，白人有95人，非裔美國人有0人，美洲原住民有1人，亞裔美國人有0人，太平洋島裔美國人有0人，其他種族有0人，混血種族則有1人。此外此鎮區有4人為西班牙裔或拉丁裔美國人。

## 交通

### 主要公路
- 24號美國國道
- 9號堪薩斯州州道